# Alexander Eychmüller
Alexander Eychmüller (* 10. Juni 1958 in   Stuttgart) ist ein deutscher Physiker, Wissenschaftler und Hochschullehrer mit Schwerpunkt Synthese und Charakterisierung von Nanopartikeln. Seit 2005 hat er die Professur für Physikalische Chemie der TU Dresden inne.

## Leben
Von 1978 bis 1984 studierte Alexander Eychmüller Physik an der Georg-August-Universität Göttingen. Drei Jahre später wurde er gemeinsam an der Georg-August-Universität Göttingen und dem Max-Planck Institut für Biophysikalische Chemie, Göttingen promoviert. Nach seiner Promotion erhielt er von 1987 bis 1988 ein Forschungsstipendiat der DFG für die UCLA in den Vereinigten Staaten von Amerika. Anschließend arbeitete er als Wissenschaftler am Hahn-Meitner-Institut in Berlin, wo er in der Abteilung Photochemie beschäftigt war. Von 1994 an arbeitete er an der Universität Hamburg am Lehrstuhl für Physikalische Chemie unter Horst Weller, wo er 1999 habilitiert wurde. Im Jahr 2005 folgte er dem Ruf auf die Professur für Physikalische Chemie der Technischen Universität Dresden (TUD), die er seitdem innehat.